# Diecezja Sendai
Diecezja Sendai – diecezja Kościoła rzymskokatolickiego w Japonii, w metropolii Tokio. Została ustanowiona w 1891 roku jako diecezja Hakodate. W 1915 zostały ustalone jej dzisiejsze granice, zaś w 1936 roku zmieniła nazwę na diecezję Sendai.